# Этуотер, Джефф
Джеффри Харди Этуотер (англ. Jeffrey Hardee Atwater; род. 8 апреля 1958, Сент-Луис, Миссури) — американский государственный деятель, президент Сената Флориды (2008—2010), начальник финансового управления Флориды (2011—2017).

## Биография
Родился 8 апреля 1958 года в Сент-Луисе, штат Миссури, США. Его детство прошло в Норт-Палм-Бич, штат Флорида, куда он с семьёй переехал в возрасте четырёх лет. Окончил Флоридский университет, где получил степени бакалавра наук и магистра делового администрирования.
В 1993 году был избран в городской совет Норт-Палм-Бич. В 2000 году баллотировался в Палату представителей Флориды от 83-го округа штата, победив кандидата от Демократической партии Пэм Данстон. Спустя два года Этуотер выдвинул свою кандидатуру в Сенат Флориды и при активной поддержке губернатора штата Джеба Буша смог одержать победу над демократом Бобом Баттервортом. С 2008 по 2010 год Этуотер занимал должность президента Сената Флориды.
В феврале 2010 года Этуотер занял пост начальника финансового управления Флориды после отставки своего предшественника Алекса Синка, пробыв на этом посту до июня 2017 года.